# 作曲法
作曲法（さっきょくほう）とは、作曲に関する方法論を指す言葉である。

## 歴史
作曲に関する理論を文書化、方法化、概念化しようとする試みは古代中国から始まっており、孔子は音楽に関する理論書を書いたといわれているが焚書処分で現存しない。
古代ギリシャでは数学と音楽の重要度は同等とされ、全音、半音、微分音に関する定義が行われたといわれている。
インドでは、「音が階段のように連なる」音階、という概念を世界で初めて立項したといわれている。音組織で考える民族が多い中、カースト制度からの連想に伴う「音の列」を「音階」と考えたのはインド人の発明である。今日では、作曲法は主に西洋音楽の楽器法や作曲技法を理論化したものを指すことが一般的である。

## 注意
作曲法とエクリチュールを同義に考えるのは、実は正しくない。エクリチュールには「和声」・「厳格対位法」・「フーガ」・「コラール」・「様式模倣」・そして「作曲法」も含まれるからである。作曲法の教科書としてアンリ・ビュッセルの「作曲提要」、アントニン・レイハの「作曲法」、カール・チェルニーの「実践的作曲技法」は広く読まれてきた作曲法の著作である。